# Музай, Мацей
Мацей Музай (пол. Maciej Muzaj; 21 мая 1994, Вроцлав, Польша) — польский волейболист, диагональный клуба «Токио Грейт Бирз» и национальной сборной.

## Карьера
По ходу карьеры Музай выступал за польские клубы «Гвардия» (2010-2012), «Скра» (2012-2015), «Ястшембский Венгель» (2015-2018), «Трефл» (2018-2019). С 2019 года играет в России — за клуб «Газпром-Югра» (2019-2020), с которым в сезоне 2019/20 стал лучшим бомбардиром чемпионата России, и «Урал» (2020-2021), но в феврале 2021 года уфимский клуб разорвал контракт с легионером. После этого Музай выступал за «Перуджу», а затем вернулся в Польшу — в клуб «Ресовия».
С национальной сборной Польши Музай за один год стал бронзовым призёром Чемпионата Европы (2019), Кубка мира (2019) и Лиги наций (2019).